# Temporada da Indy Lights de 2013
A temporada de 2013 da Indy Lights foi uma temporada de automobilismo de rodas abertas. Foi a 28ª temporada da série e a décima segunda sancionada pela IndyCar, atuando como a principal série de apoio para a IZOD IndyCar Series. Começou em 24 de março de 2013 em São Petersburgo.
Rookie Sage Karam venceu o campeonato, o oitavo novato a ganhar o título da série. Karam conquistou o campeonato na última corrida contra o novato companheiro de equipe Gabby Chaves. O piloto do segundo ano Carlos Muñoz venceu uma série de quatro corridas, mas foi forçado a se contentar com o terceiro lugar no campeonato. Peter Dempsey conquistou o Freedom 100 em um espetacular final de quatro larguras no que foi o melhor resultado na história do Indianapolis Motor Speedway.
Em junho, foi anunciado que a série seria promovida pela Andersen Promotions a partir de 2014. A sanção do INDYCAR permanecerá. Em agosto, foi anunciado que a Cooper Tire substituiria a Firestone como o pneu oficial da série em 2014.

## Team and driver chart
- All drivers will compete in Firestone Firehawk–shod Dallara chassis.

| Team                                           | No. | Drivers             | Rounds  |
| ---------------------------------------------- | --- | ------------------- | ------- |
| Schmidt Peterson Motorsports                   | 7   | Gabby Chaves        | All     |
| Schmidt Peterson Motorsports                   | 8   | Sage Karam          | All     |
| Schmidt Peterson Motorsports                   | 67  | Kyle O'Gara         | 4, 12   |
| Schmidt Peterson Motorsports                   | 77  | Jack Hawksworth     | All     |
| Team Moore Racing                              | 2   | Juan Pablo García   | 1–10    |
| Team Moore Racing                              | 2   | Peter Dempsey       | 11      |
| Team Moore Racing                              | 22  | Ethan Ringel        | 1       |
| Team Moore Racing                              | 22  | Victor Carbone      | 2       |
| Team Moore Racing                              | 22  | Mikaël Grenier      | 3       |
| Team Moore Racing                              | 22  | Jimmy Simpson       | 4       |
| Team Moore Racing                              | 22  | Conor Daly          | 11      |
| Andretti Autosport AFS Racing                  | 12  | Zach Veach          | All     |
| Andretti Autosport AFS Racing                  | 26  | Carlos Muñoz        | All     |
| Belardi Auto Racing                            | 4   | Jorge Goncalvez     | All     |
| Belardi Auto Racing                            | 5   | Peter Dempsey       | 1–10    |
| Belardi Auto Racing                            | 5   | Juan Pablo García   | 11–12   |
| Belardi Auto Racing                            | 6   | Giancarlo Serenelli | 9–12    |
| Bryan Herta Autosport Jeffery Mark Motorsports | 28  | Chase Austin        | 4       |
| Bryan Herta Autosport Jeffery Mark Motorsports | 28  | Axcil Jefferies     | 9, 11   |
| MDL Racing                                     | 56  | Matthew Di Leo      | 3, 8–11 |
| Pabst Racing                                   | 17  | Dalton Kellett      | 10      |

- 2012 Star Mazda Champion Jack Hawksworth earned a $500,000 scholarship for his Championship season.[11] Hawksworth will drive for Schmidt Peterson Motorsports in its No. 77 machine.[4]